# Havana Rose Liu
Havana Rose Liu (Nueva York, 30 de septiembre de 1997) es una actriz y modelo estadounidense. Es particularmente conocida por sus papeles cinematográficos en The Sky Is Everywhere (2022) y Bottoms (2023) así como por su carrera en el mundo de la moda.

## Biografía
Liu nació y creció en Brooklyn, un distrito (boroughs) de la ciudad de Nueva York. Es hija de Carley Roney y David Liu, los fundadores del sitio de planificación de bodas The Knot, ahora conocido como la empresa de estilo de vida The Knot Worldwide. Tiene dos hermanos menores y es de ascendencia europea por parte de su madre y china por parte de su padre.
Inició su carrera artística como bailarina cuando era una niña, luego estudió la intersección del arte, el activismo y las prácticas de bienestar en la Universidad de Nueva York donde se graduó en 2019 con una licenciatura en Artes.
En septiembre de 2020, apareció en la portada de la revista de moda Vogue Italia.
Su debut como actriz en un largometraje fue en 2021, cuando interpretó un papel secundario en la película dramática de acción Mayday. Ese mismo año, también hizo su debut televisivo con un papel menor en la serie de comedia dramática de Netflix, The Chair. En 2022, protagonizó dos películas: primero interpretando un papel secundario en la película dramática romántica de Josephine Decker, The Sky Is Everywhere, y luego en un papel principal en la película de suspenso, No Exit. Aunque las películas recibieron críticas mixtas por parte de la prensa especializada, su interpretación de Darby, una drogadicta en recuperación, en este último trabajo fue elogiada.
Luego, en 2023, protagonizó la película de comedia Bottoms de la directora Emma Seligman sobre dos chicas lesbianas de secundaria que inician un club de lucha para ligar con otras chicas de la escuela, la película está también protagonizada por Rachel Sennott, Ayo Edebiri y Kaia Gerber. También en 2023, interpretó el papel de Sasha en el episodio 4 de la tercera temporada de la serie de televisión estadounidense de antología y horror, American Horror Stories.
En 2024 apareció en la película de terror de Blumhouse Productions, Afraid, dirigida por Chris Weit.

## Filmografía

### Cine
| Año  | Título                | Papel            | Notas         | Ref.   |
| ---- | --------------------- | ---------------- | ------------- | ------ |
| 2018 | Girls Will Be         | Rome             | Cortometraje  |        |
| 2021 | Mayday                | Bea              |               |        |
| 2022 | Wake                  | Mary             | Cortometraje  |        |
| 2022 | The Sky Is Everywhere | Bailey Walker    |               | [ 10 ] |
| 2022 | No Exit               | Darby Thorne     |               | [ 11 ] |
| 2023 | Bottoms               | Isabel           |               | [ 15 ] |
| 2024 | Afraid                | AIA (voz)/Melody |               | [ 14 ] |
| 2025 | Lurker                | Shai             |               | [ 16 ] |
| —    | Oh. What. Fun.        | —                | Posproducción | [ 17 ] |
| —    | Power Ballad          | —                | Posproducción | [ 18 ] |
| —    | Tuner                 | —                | Posproducción | [ 19 ] |

### Series de televisión
| Año  | Título                  | Papel | Notas            | Ref.   |
| ---- | ----------------------- | ----- | ---------------- | ------ |
| 2021 | La directora            | Sarah | 2 episodios      | [ 8 ]  |
| 2023 | American Horror Stories | Sasha | Episodio «Orgam» | [ 13 ] |
| 2025 | Hal & Harper            | Abby  |                  | [ 20 ] |